# Mądrzechowo
Mądrzechowo (Duits: Mangwitz) is een plaats in het Poolse district  Bytowski, woiwodschap Pommeren. De plaats maakt deel uit van de gemeente Bytów en telt 512 inwoners.

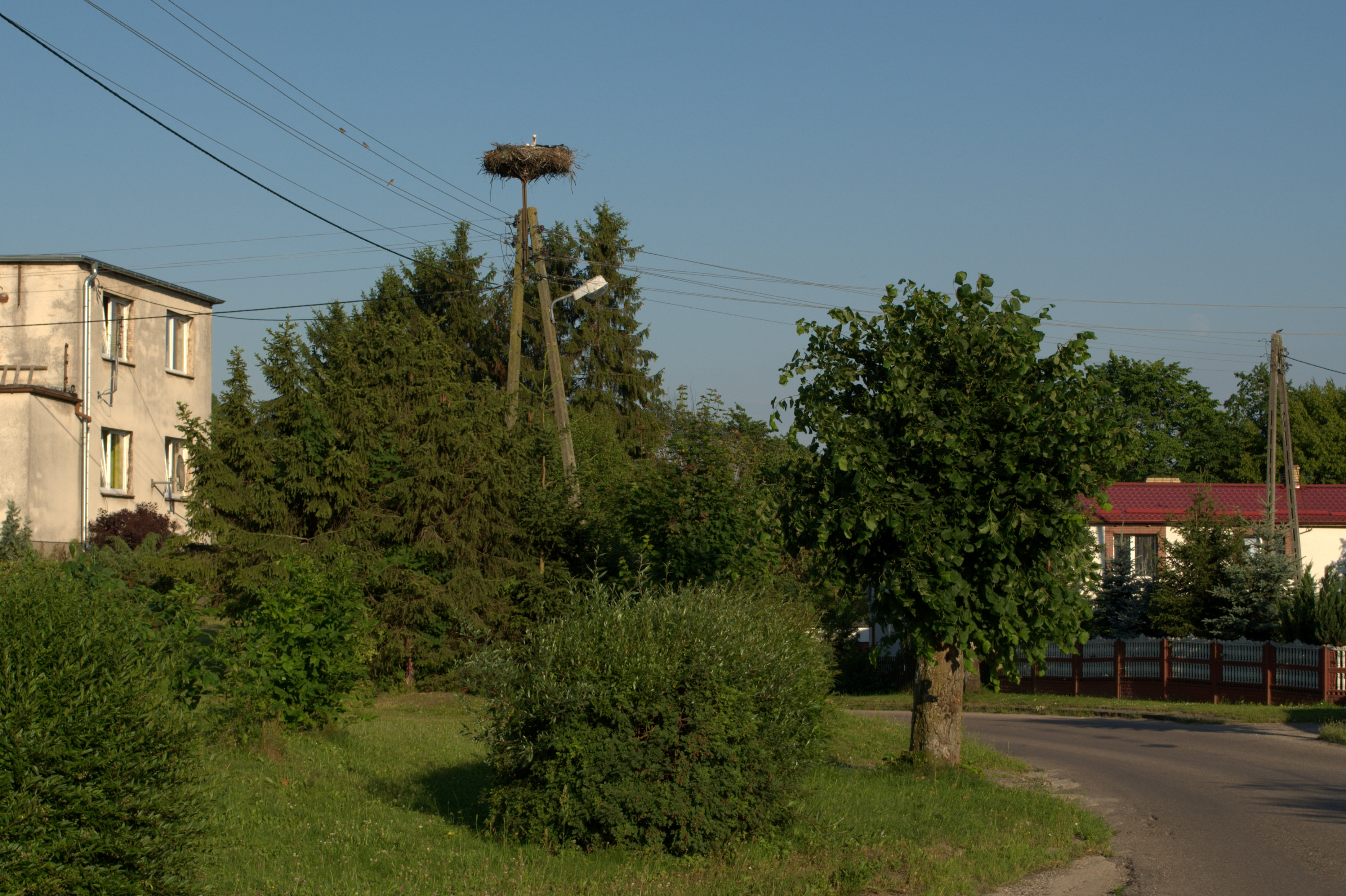
Ooievaarsnest